# Agustín Sánchez-Lavega
Agustín Sánchez-Lavega (né le 26 novembre 1954 à Bilbao) est professeur de physique appliquée à l'université du Pays basque et un astrophysicien espagnol.
Ses travaux de recherche se concentrent sur l'étude du système solaire et notamment les atmosphères planétaires.